# Дарвін (мініальбом)
Дарвін — мініальбом ска-панк-гурту «Брем Стокер».

## Про альбом
Нова робота носить символічну назву «Дарвін», яка перегукується з еволюцією — тут три кавери (ВВ, «рамонес», «пурген») та дві нові пісні. Гурт еволюціонує — від панку до диско, від диско до стоунеру та дабстепу. Місцями. Кавери такі собі, як і пісня «Робот» — електронно-панковий експеримент з глибоко соціальним тлом твору. Звук на EP, що цікаво, від пісні до пісні інший.. що традиційно для БС. Хіт роботи — пісня «ІСУС НАРОДИВСЯ», яка має стати гімном. Не знаю кого чи чого, але ГІМНОМ, з наголосом на перший склад. Хочеться сказати — так тримати. І наче між рядками — це добре коли музиканти еволюціонують (саме вони мають визначати, наголошую, напрямні свого розвитку, а не йти на повідку в слухача), але на всі експерименти є вдалими, навіть якщо вони зроблені технічно якісно та дотепно. Має бути ДУХ.. свій дух, у кожного гурту, з яким гратися не варто. БС ще творитимуть довго, але я від них як їх давній шанувальник чекатиму соціально-орієнтованих іронічно-цинічних пісеньок з потужною музякою, а не ситуативним заграванням з модними тенденціями, які личать дещо іншому типу музикантів.

## Список композицій
| #  | Назва                                                        | Тривалість |
| -- | ------------------------------------------------------------ | ---------- |
| 1. | «Работейшн» (кавер-версія пісні «Пурген»)                    |            |
| 2. | «Now I wanna sniff some glue» (кавер-версія пісні «Рамонес») |            |
| 3. | «Ісус народився»                                             |            |
| 4. | «I Robot»                                                    |            |
| 5. | «Країна Мрій» (кавер-версія пісні «ВВ»)                      |            |